# Phasia normalis
Phasia normalis là một loài ruồi trong họ Tachinidae.